# 日輪寺 (日立市)
日輪寺（にちりんじ）は、茨城県日立市にある真言宗豊山派の寺院。

## 歴史
大同年間（806年 - 810年）、弘法大師空海によって開山された。空海は当地を巡錫したおり、ある夢を見た。その夢とは、阿弥陀三尊が来迎し、宝珠を授けるというものであった。空海が目を覚ますと、太平洋の大海原から日輪（太陽）が上がっていた。空海はただちに阿弥陀如来像を彫り、庵に安置した。これが当寺の起源である。「来迎山宝珠院日輪寺」の名称は空海の逸話に由来する。
1395年（応永2年）、尊秀によって中興された。1689年（元禄2年）、これまで現在の常陸多賀駅のあたりに位置していたが、水戸藩の藩主徳川光圀によって、現在地に移転した。
1864年（元治元年）、天狗党の乱による戦火で、山門を除いて焼失した。かつては当地で一番の寺院であったが、明治・大正期は民家の廃材を組んだ庵の状態であった。昭和になり漸く復興し始め、1940年（昭和15年）に本堂が再建した。

## 交通アクセス
- 大甕駅より徒歩18分。